# Populous
Populous és un videojoc desenvolupat per Bullfrog Productions i publicat per Electronic Arts, llançat originalment per a Amiga el 1989, i és considerat per molts com el primer Videojoc de ser déu. Amb més de quatre milions de còpies venudes, Populous és un dels jocs de PC més venuts de tots els temps.
El jugador assumeix el paper d'una deïtat, que ha de guiar els seguidors mitjançant la direcció, la manipulació i la intervenció divina, amb l'objectiu d'eliminar els seguidors liderats per la deïtat oposada. Jugat des d'una perspectiva isomètrica, el joc consta de més de 500 nivells, cada nivell és un tros de terra que conté els seguidors del jugador i els seguidors de l'enemic. El jugador té l'encàrrec de derrotar els seguidors enemics i augmentar la població dels seus propis seguidors mitjançant una sèrie de poders divins abans de passar al següent nivell. El joc va ser dissenyat per Peter Molyneux, i Bullfrog va desenvolupar un prototip de joc mitjançant un joc de taula que van inventar amb Lego.
El jugador és un déu que ha de fer créixer el seu poble, enfrontant-se a una divinitat rival. Per ajudar els seus seguidors, cal que millori el terreny, de manera que puguin fer cases i multiplicar-se, així com enviar encanteris per impedir l'avenç enemic o crear cavallers que lluitin contra els pobladors de les altres civilitzacions (poden jugar fins a quatre déus alhora).
La vista central està en isomètric i les accions es duen a terme amb una barra de botons lateral al tauler, on les figures humanes evolucionen independentment. L'èxit del joc va fer que es creessin diferents seqüeles, on es van augmentar el nombre de terrenys i encanteris disponibles, mantenint el mode de funcionament original, basat en l'estratègia.